# Felipe Alaiz
Felipe Alaiz de Pablo (Belver de Cinca, 23 de maio de 1887 - Paris, 8 de abril de 1959) foi um escritor, tradutor e jornalista espanhol. É considerado o primeiro escritor espanhol abertamente anarquista. Sempre defendeu o preceito de "a arte de escrever sem arte".
Nasceu em Belver de Cinca, mas cresceu em Albalate de Cinca. Depois da morte do seu pai, um capitão da marinha mercante, abandonou os estudos e começou a trabalhar como jornalista, dedicando-se a militância anti-governista. Entre um e outro panfleto redigido, se escondia da perseguição judicial com a ajuda da família, chegando ao ponto de refugiar-se num convento em Navarra, onde a sua irmã mais velha, uma freira, atuava como superiora.
Dedicado ao jornalismo militante, foi editor da "La Revista de Aragón" e jornalista do "El Sol", "La Revista Blanca" e do "Solidaridad Obrera", onde apoiava integralmente os Los Solidarios, um grupo de pistoleiros liderado por Durruti. Também foi professor de literatura no "Liceo Escolar de Lérida", um centro educacional de vanguarda.
Alaiz lançou, entre outros panfletos, ensaios, livros e artigos, o romance "Quinet" (1924); a coletânea "Novelas ideales" (1932) e "Tipos españoles" (coletânea lançada postumamente em 1962 e 1965); os ensaios "El arte de escribir sin arte" e "La zarpa de Stalin sobre Europa" (1948). No campo da teoria anarquista, destaca-se a sua coletânea de folhetos "Hacia una Federación de Autonomías Ibéricas".
Morreu em Paris no dia 8 de abril de 1959, em pleno exílio.